# Edward O'Kelley
Edward Capehart "Ed" O’Kelley, född 1 oktober 1857, död 13 januari 1904, är känd som Bob Fords mördare. Ford, även känd som den amerikanske brottslingen Jesse James mördare, mördades under sitt besök i Pueblo 1892. O’Kelley anklagades för att ha stulit Fords diamantring då de delade rum under vistelsen i Pueblo. Som resultat av anklagelsen sökte Kelly upp Ford i Creede, den 25 juni 1892, och sköt ihjäl honom.